# سحالي الظل
سحالي الظل (الاسم العلمي: Alopoglossidae)، فصيلة سحالي من الحرشفيات. تضم جنسان.